# Beurtvaart

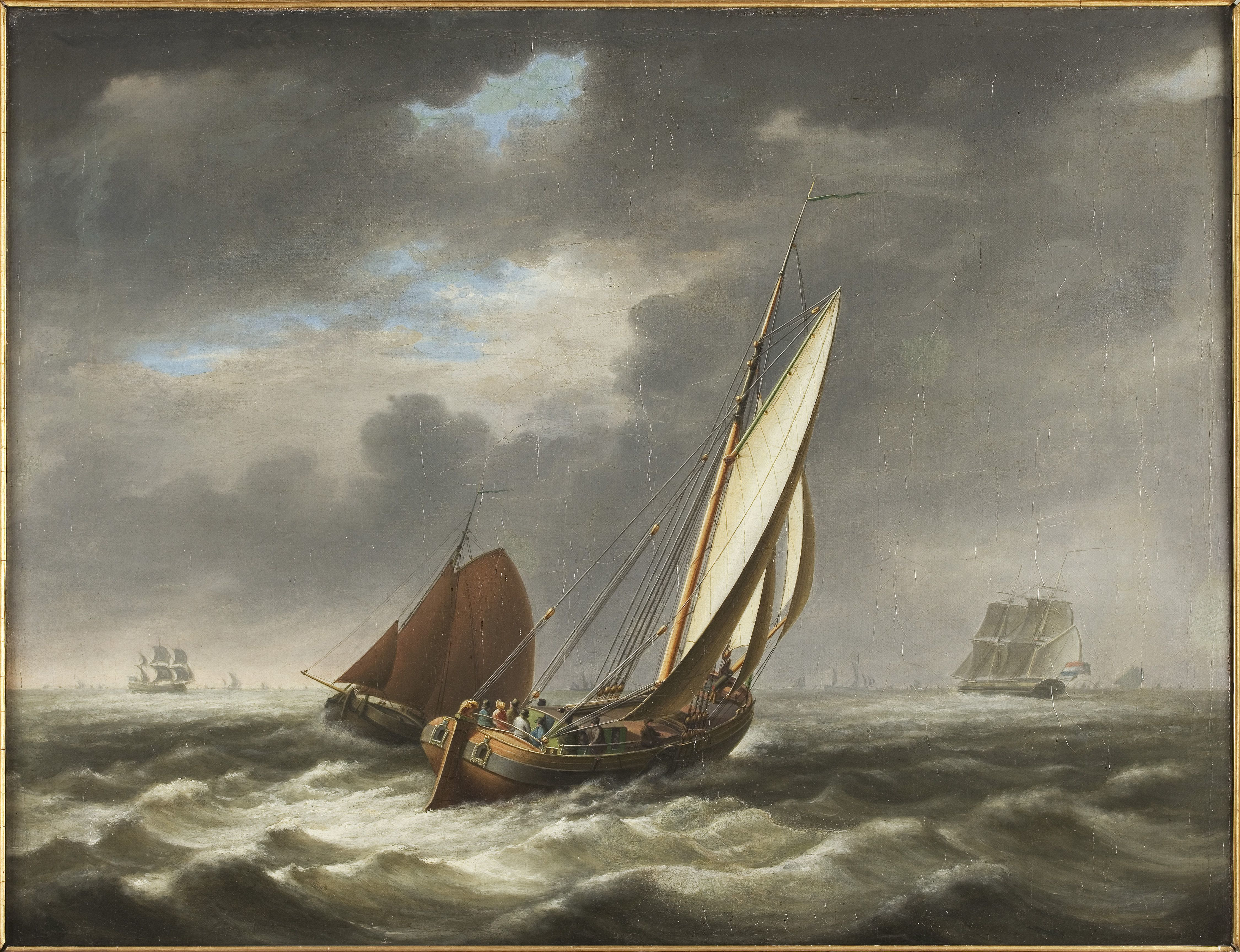
Zeegezicht uit begin negentiende eeuw, met de "Lemster beurtman", waarmee aanvankelijk de schipper bedoeld werd en later het schip.

Beurtvaart was een vorm van scheepvaart, waarbij passagiers, vracht en vee volgens een dienstregeling langs een vast traject werden vervoerd. Het was het eerste openbaar vervoer in Nederland en het was eeuwenlang aan vergunningen en verordeningen van de steden gebonden. Het woord 'beurt' duidt in deze context op de geregelde volgorde waarin schippers moesten varen.
Beurtvaart ontstond in de vijftiende eeuw in de waterrijke kustgebieden van Holland. Van daaruit werden ook verbindingen met andere delen van de Nederlanden tot stand gebracht, plus enkele met buitenlandse steden. In omringende landen hebben eveneens soortgelijke diensten bestaan, althans op kortere afstanden. Maar het groeide alleen in de Nederlanden in de zeventiende en achttiende eeuw uit tot een omvangrijk en efficiënt netwerk.
In de loop van de negentiende eeuw zou veel veranderen. De overheid trok zich terug uit de sector, innovaties als de stoommachine deden hun intrede en er trad schaalvergroting op. In de eerste helft van de twintigste eeuw snoepten andere vervoersvormen voortdurend marktaandeel weg, waarbij met name de vrachtwagen voor de bedrijfstak zeer concurrerend bleek. Eind jaren zestig kwam in Nederland een eind aan de beurtvaart.

## Kenmerken
Tot 1880 waren de hoofdkenmerken van de beurtvaart:
- 'uitsluitende vaart': de beurtschippers hadden op een traject een monopolie op passagiers, vee en stukgoed;
- afvaartplicht: de schippers waren verplicht volgens een dienstregeling af te varen;
- exploitatieplicht: schippers moesten de dienstregeling in stand houden, ook bij minder aanbod van goederen en passagiers;
- een systeem dat bepaalde welke schipper wanneer aan de beurt was om te laden en af te varen;
- tarieven en dienstregeling werden door de steden vastgesteld.

Verder werden er eisen gesteld aan de schippers op het gebied van ervaring, woonplaats, gedrag en dergelijke. Aan de schepen werden eisen gesteld ten aanzien van afmetingen, comfort van reizigers en uitrusting en ten slotte was er toezicht op onder meer laden, lossen en de afvaarttijden.
Het pakket aan regels ontstond niet in één keer. In de steden werden telkens innovaties aan het systeem toegevoegd, dan weer hier, dan weer daar. Nieuwe regels kwamen vaak tot stand als gevolg van onduidelijkheden en van ongeregeldheden. De schippers vormden in die tijd een ruw volkje en twisten die het gevolg waren van de onderlinge concurrentie, werden niet zelden met de vuist beslecht. In de loop van de zestiende eeuw raakte het stelsel voldoende uitgekristalliseerd en verspreid doorheen de gehele Nederlanden. De belangrijkste regels, waarmee een uitsluitende vaart werd gekoppeld aan een afvaartplicht volgens een dienstregeling tegen vaste tarieven, kwamen rond 1600 tot volle wasdom. Het systeem garandeerde kooplieden en reizigers regelmatig en betrouwbaar transport tegen vaste tarieven, terwijl de schippers ook bij een lagere beladingsgraad een redelijk inkomen hadden.
In 1880 eindigde de bemoeienis van overheden. Toch bleven beurtschippers en beurtvaartondernemingen nog geruime tijd volgens een dienstregeling langs vaste trajecten varen. Ook betrof het nog een paar decennia vrijwel altijd gecombineerd vervoer voor passagiers, vracht en vee.

### Aanvullende bepalingen
Beurtschippers exploiteerden hun schepen doorgaans op individuele basis, maar het vervoer werd per traject per richting door de gilden georganiseerd. Verschillen in inkomen werden soms ondervangen door de verplichting per afvaart een deel van de geïncasseerde gelden af te staan aan een gezamenlijk fonds. Dit fonds werd periodiek over alle betrokken schippers verdeeld. Op enkele trajecten bestond een vorm van coöperatie, waarbij de schepen gemeenschappelijk bezit waren. Vanaf 1599 was dit bijvoorbeeld het geval tussen Leiden en Amsterdam.
Niet in alle gevallen bepaalde het gilde de beurten. Zo werd in Zwolle rond 1680 op Nieuwjaarsdag bij loting bepaald welke afvaarten dat jaar naar welke schipper gingen. Inzet van extra schepen werd ook vaak door loting verdeeld, of er werd om gedobbeld.

### Steden
Nadat het systeem tot volle wasdom was gekomen, werd een beurtveer doorgaans ingesteld door de twee verbonden steden en geregeld in een ordonnantie, een lokale verordening. Voor die tijd, maar incidenteel ook daarna, werd een ordonnantie opgesteld door één stad, waaraan alleen de eigen schippers gebonden konden worden. Omdat in de eigen stad vreemde schippers achtergesteld konden worden, kon zo'n eenzijdig veer toch min of meer functioneren. Tussen plaatsen waaraan minder belang werd gehecht, of waar geen concurrentie tussen schippers was, werden soms beurtveren onderhouden waarvoor geen ordonnanties waren opgesteld. Een ordonnantie kon later wel opgesteld worden als daaraan behoefte was. Daarnaast verleenden of onthielden steden soms hun toestemming aan verbindingen om de eigen positie te versterken.
Indien een veer tot stand kwam door een overeenkomst tussen twee steden, werd een beperkt aantal schippers aan deze regeling gebonden, doorgaans uit beide steden evenveel.

### Andere scheepvaart
De beurtvaart diende zich te beperken tot passagiers, vee en stukgoed (en soms ging de post ook mee). Massagoederen als bouwmaterialen, veel landbouwproducten, turf en grote partijen vee waren voorbehouden aan de wilde vaart. De scheiding tussen beide systemen was niet altijd waterdicht, maar het functioneerde eeuwenlang.
Een derde vorm was de eigenhandelsvaart, waarbij de schipper, in de rol van koopman, ook de eigenaar was van de lading. In sommige steden was deze koopman toch verplicht om van de beurtvaart gebruik te maken voor het vervoer van goederen. Voor grotere partijen had het gilde een reserveschip achter de hand, dat zo'n koopman in zijn geheel kon huren.

#### Verwante diensten
Een marktveer was een beurtschip waarvan de dienstregeling was afgestemd op de marktdagen. Het personenvervoer per trekschuit was verwant, maar niet gelijk, aan de beurtvaart. Beurtschepen zeilden meestal, maar werden bij gelegenheid ook wel gejaagd.
Op het traject Utrecht – Amsterdam, maar ook wel elders, bestond lange tijd een zogenaamde schietschuit. Dit was een in verhouding snelle verbinding, doordat het lichte schip gejaagd werd door twee paarden, tegen een voor het veel grotere beurtschip. Doorgaans golden er beperkingen op lijnen die parallel liepen met bestaande beurtvaartverbindingen, zoals een verbod op onderweg laden en lossen. De schietschuit was daar deels van ontheven.

### Grote wateren
De beurtvaart betrof vaak, maar niet alleen, binnenvaart. Het drukbevaren IJ was indertijd open water en de Zuiderzee had een spilfunctie bij het transport tussen Noord-, Oost- en West-Nederland. Ook via de Zeeuwse wateren naar Vlaanderen en over de Waddenzee bestonden beurtvaartverbindingen.

## Achtergrond en ontstaan

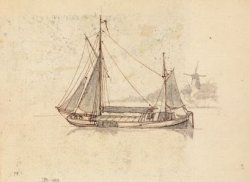
Beurtschip met twee masten, tekening van Kikkert uit 1875

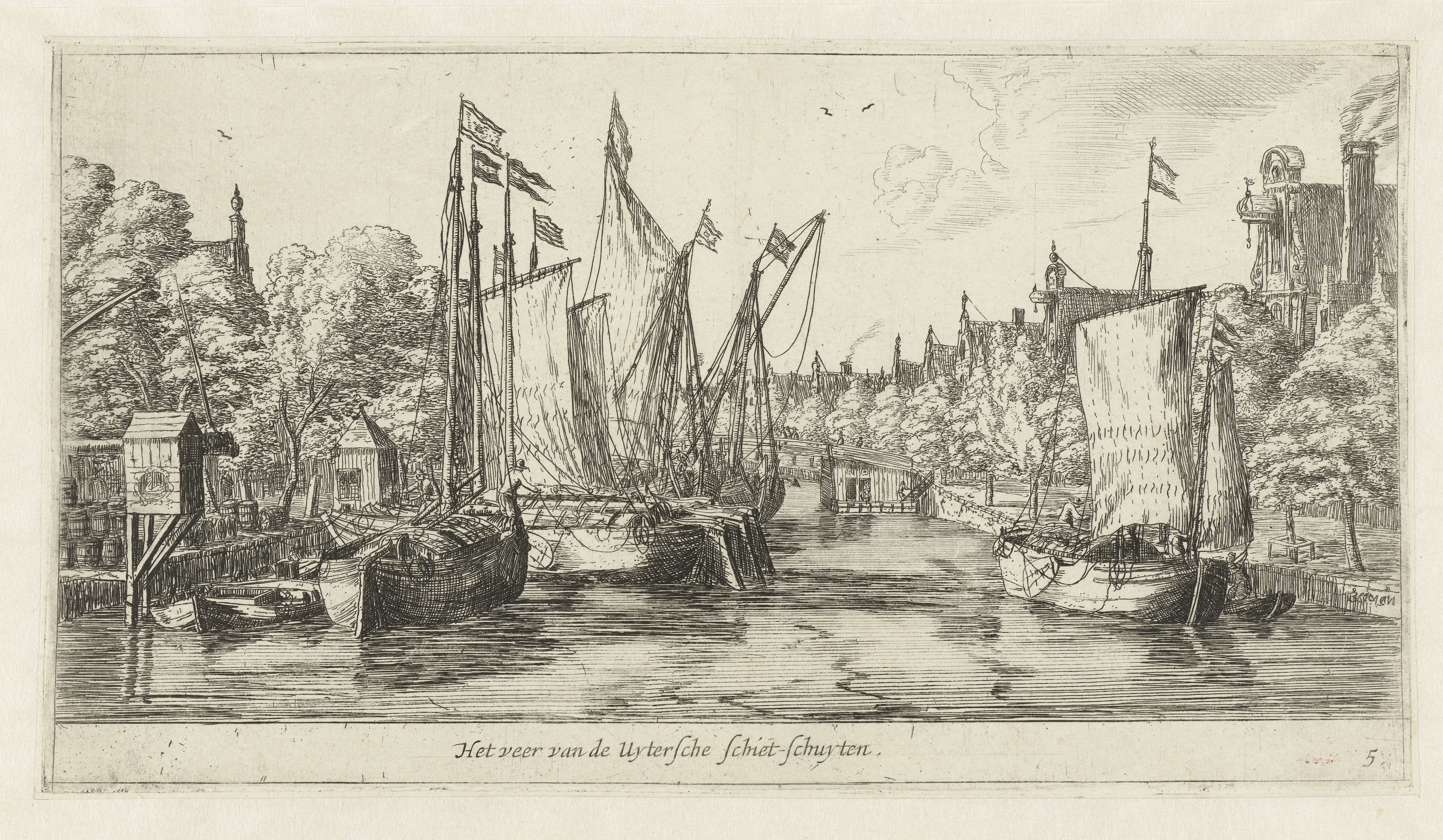
Schietschuit en andere beurtschepen in de Singel te Amsterdam, door Reinier Nooms, circa 1657

Beroepsvaart, in de zin dat mensen hun brood konden verdienen met het vervoer van goederen voor anderen, ontstond in de Nederlanden in de veertiende eeuw. Tot aan de komst van de beurtvaart was er alleen wilde vaart. Een schipper voer af wanneer het lonend was, op wisselende bestemmingen. Een koopman kon gebruikmaken van het vervoer, mits hij het schip in zijn geheel wilde huren. Dat maakte het transport onberekenbaar en vervoer van stukgoederen en reizigers is op deze wijze haast ondoenlijk. Vervoer van passagiers geschiedde vanaf 1300 wel op regelmatige basis met overzetveren, hoewel daarbij niet aan vaste afvaarttijden moet worden gedacht. De marktveren, waarmee op marktdagen landbouwproducten naar de steden werden vervoerd, moeten wel een min of meer vaste dienstregeling hebben gehad.
De vervoersvraag tussen de steden was echter groter dan het transport van de landbouwgebieden naar de steden. Holland was naar de maatstaven van die tijd sterk verstedelijkt en alle plaatsen van enig belang lagen aan water. In de loop van de vijftiende eeuw werden meer en meer (luxe) stukgoederen vervoerd en er was sprake van een toenemend aantal reizigers. Ruwweg tussen 1485 en 1600 ontstond de beurtvaart, uit de vervoersvraag, de concurrentie tussen schippers en vooral de wens van lokale overheden om het vervoer te reguleren.
De steden ontwikkelden in deze periode een heel stelsel van regels om de eigen positie te versterken ten koste van andere plaatsen. Daarbij ontstond het recht van 'voorlading', dat de eigen schippers het recht gaf als eerste ladingen aan te nemen, waarbij vreemde schippers werden achtergesteld. Het recht van 'lastbreken', dat bepaalde dat een binnenkomende zending in de eigen stad moest worden uit- of overgeladen, en het stapelrecht moeten ook in dat licht worden bezien. Het beroepsvervoer werd vanaf de vijftiende eeuw aan wetgeving onderworpen door het opstellen van ordonnanties of keuren, lokale verordeningen. In een ordonnantie werd gewoonlijk de verbinding op één traject geregeld, terwijl een keur het vervoer in bredere zin betrof. In beide verordeningen werden aan de schepen en schippers eisen gesteld en werden boetebepalingen opgenomen, bijvoorbeeld voor dronkenschap of het verzuimen af te varen.
De eerste vormen van geregeld vervoer waren verbindingen tussen eindpunten, waarbij onderweg niet geladen of gelost werd. Dit ging van de schippers uit, die zich als het ware specialiseerden in één traject. Zij werden veren genoemd, naar de overzetveren over waterwegen. Later kwam de term 'beurtveer' in zwang, gevolgd door beurtschip en beurtschipper.

### Evolutie van de beurtvaart
Beurtveren, in de zin van min of meer vaste verbindingen tussen twee plaatsen, ontstonden in de vijftiende eeuw. In 1488 kwam een verbinding van Antwerpen naar Veere tot stand, na een overeenkomst tussen beide steden waarin al veel details werden vastgelegd. Eind 1510 moet een veer tussen Amsterdam en Spaarndam zijn ingesteld en tien jaar later eentje tussen Rotterdam en Dordrecht. Eveneens in 1520 werd de eerste ordonnantie opgesteld voor een veer, van Amsterdam naar Haarlem, een verbinding die later bekendstond als het Kaarselade veer. Deze verordening werd eenzijdig door Amsterdam opgesteld, om aan onduidelijkheden en ongeregeldheden een eind te maken. Zo werd het tarief voor het vervoer van één persoon op vijf stuivers gesteld, bij slecht weer het dubbele. Blijkbaar was dit nog niet voldoende duidelijk, daar 'slecht weer' naderhand moest worden gedefinieerd als "zoveel wind dat molenaars de zeilen van alle vier de wieken halen".
In de noordelijke Nederlanden werd eerst in 1529 een verbinding tussen twee steden ook door die beide plaatsen samen geregeld, met een veer tussen Amsterdam en Hoorn. Met name in de tweede helft van de zestiende eeuw nam het aantal verbindingen snel toe. Veren kwamen tot stand tussen Groningen en Appingedam (1564), Arnhem en Nijmegen (1571), Rotterdam en Den Briel (1577), Middelburg en Antwerpen (1582). Amsterdam kreeg in deze periode veren naar Antwerpen (1581), Gouda (1581), Vlissingen (1593) en Rotterdam (1597). De dienst tussen Leiden en Amsterdam werd in 1599 ingesteld en onderhouden door 27 schippers, waarvan er 20 uit Leiden kwamen. De veren op Rotterdam en op Leiden kwamen tot stand op initiatief van de schippers, die inmiddels van de voordelen van het stelsel overtuigd waren geraakt. In 1594 werd een verbinding tussen Den Haag en Amsterdam tot stand gebracht, waarbij voor het eerst sprake was van uitsluitende vaart. Rond 1600 kwamen de meeste van de hoofdkenmerken bijeen in een systeem dat van groot belang was voor de steden en voor de interregionale handel.

## Bloeiperiode

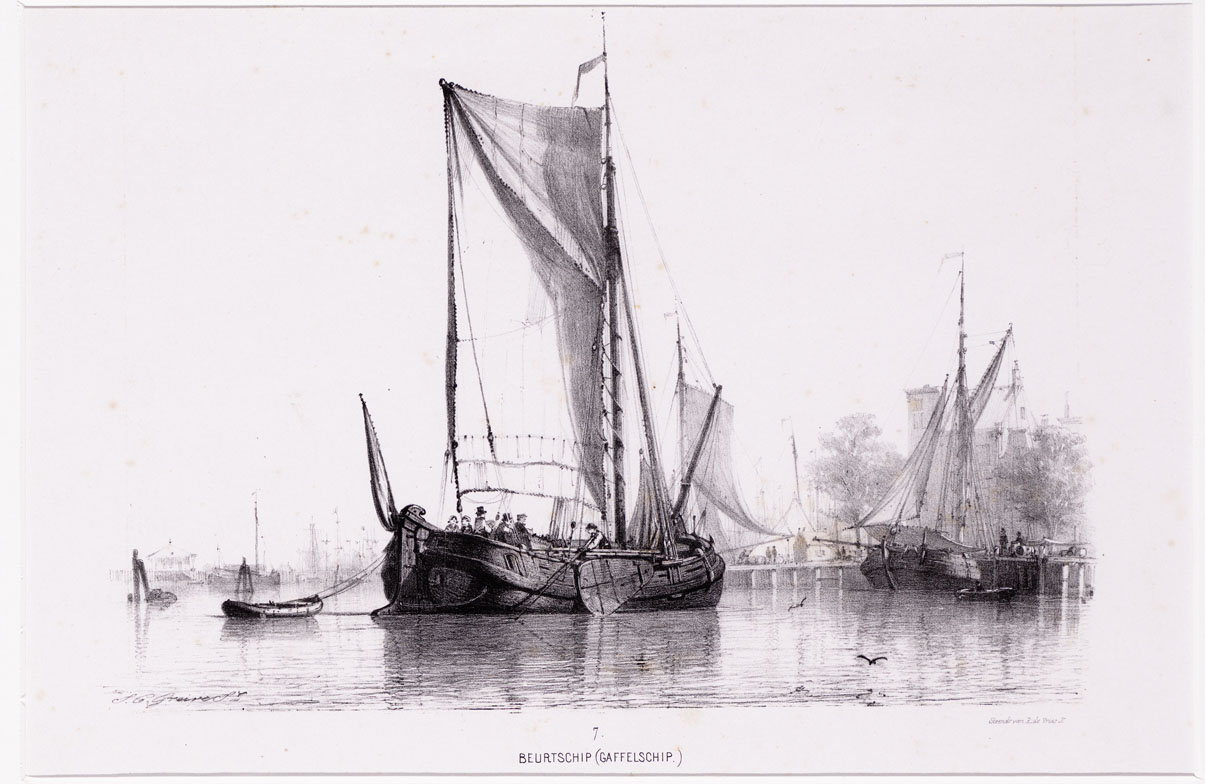
Tekening van J.C. Greive van een beurtschip

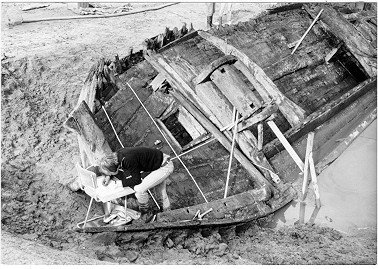
In 1980 in Lelystad opgegraven wrak van een beurtvaarder uit begin zeventiende eeuw. Diverse afbeeldingen van de opgraving staan op Wikimedia Commons

### Noordelijke Nederlanden
Nadat de belangrijkste steden in het noorden en westen met elkaar waren verbonden en het systeem volwassen was geworden, breidde het aantal verbindingen zich nog sterk uit. Zo kreeg Enkhuizen, als handels- en marktstad, beurtvaartverbindingen met onder meer Amsterdam, Harlingen, Lemmer, Stavoren, Kuinre, Leeuwarden, Zwolle en Kampen.
Tussen Meppel en Amsterdam werd vanaf 1654 in geregelde beurtvaart gevaren, eerst elke woensdag en zaterdag. De schippers vervoerden vee, landbouwproducten en turf naar Amsterdam en verder was er plaats voor enkele passagiers. Op de terugweg namen de schepen koloniale waren, suiker, zeep en zout mee. De tarieven werden gaandeweg in meer details vastgelegd. Zo kende de vrachtlijst van 1689 voor het beurtveer tussen Amsterdam en Gouda 150 tarieven.
Midden achttiende eeuw schatte een waarnemer dat er per week in Amsterdam zo'n 800 afvaarten waren, naar 180 bestemmingen in binnen- en buitenland. Tegen het eind van die eeuw hadden 215 beurtvaarders Amsterdam als thuishaven, naast velen die vanuit andere havens op de hoofdstad voeren. Vanuit het relatief bescheiden Meppel voeren in 1806 wekelijks zeventien diensten, naar onder meer Amsterdam, Steenwijk, Assen en Hoogeveen. Een kleine plaats als Werkendam had diensten op Gorinchem (twee keer per dag), Rotterdam (twee keer per week), Geertruidenberg (een keer per week) en Dordrecht (niet bekend hoe vaak). Dienstregelingen werden opgenomen in de Enkhuizer Almanak.
Eén bron noemt de beurtvaart samen met het fijnmazige net van vaarwegen, als belangrijkste redenen voor het verschijnsel dat in de Nederlanden niet één stad gaandeweg als zeehaven ging domineren, zoals in omringende landen wel het geval was.

#### Internationaal
Met verschillende buitenlandse steden hebben op enig moment beurtvaartovereenkomsten bestaan, zoals tussen Amsterdam en Londen (1611), Rouen (1611), Hamburg (1613), Duinkerke (1699) en Emden (1699). Duisburg had in 1674 beurtvaartverbindingen met Nijmegen en Amsterdam. Düsseldorf kwam rond 1700 met een concurrerende verbinding op Nijmegen en niet lang daarna werd een dienst tussen die stad en Keulen geopend. Vanuit Haarlem voer een beurtschipper vanaf 1669 elke 100 dagen op Hamburg, na 1701 elke week.

#### Omvang van de bedrijfstak
Over vervoersomvang en marktaandeel is tot halverwege negentiende eeuw weinig met zekerheid te stellen. Toch vermeldt Filarski een schatting over de tweede helft van de zeventiende eeuw, met betrekking tot het reizigersvervoer: 68% ging met de trekschuit, 26% met de beurtvaart en slechts 6% reisde over land. Na het aanleggen van rijksstraatwegen begin negentiende eeuw, nam het aandeel van de diligences toe, ten koste van de trekschuit, die vanaf het midden van de achttiende eeuw sterk te lijden had van imagoverlies.
De grootte van het binnenlands goederenvervoer zou rond 1800 tussen de 3.350.000 en 5.000.000 ton hebben bedragen, waarvan het overgrote deel per schip werd verplaatst. Filarski becijfert het aandeel van de beurtvaart in deze vervoersstroom begin negentiende eeuw op een bescheiden 10-20%. De rest zou met wilde vaart of eigen-handelsvaart vervoerd zijn.

### Zuidelijke Nederlanden
Ook in Vlaanderen bestonden beurtvaartdiensten, waaronder verbindingen met steden in de noordelijke Nederlanden. Toch zijn daarover thans veel minder gegevens beschikbaar. In de loop van de zestiende eeuw ontwikkelde Gent zich tot knooppunt in een netwerk van diensten, naar onder meer Aalst, Kortrijk, Mechelen, Doornik, Antwerpen, Rijsel en Armentiers.

## Negentiende eeuw: veranderingen

### Nederland
In de loop van de negentiende eeuw zou veel veranderen. De intrede van de stoommachine had verregaande gevolgen voor alle vervoer in Nederland. Beurtschippers kregen concurrentie van de trein en van stoomvaartmaatschappijen, terwijl diligence en trekschuit zo goed als uit het landschap verdwenen. Het liberalisme ging vanaf 1840 een hoofdrol spelen in de politiek, waardoor overheidsbemoeienis met onder meer de vervoerssector ingrijpend wijzigde. Grotere beurtvaartrederijen kwamen tot bloei en er was steeds minder sprake van gemengd vervoer voor passagiers, vracht en vee.

#### Komst van de stoomvaart
Op 12 augustus 1822 kwam de eerste Nederlandse stoomboot in de vaart: een veerpont, op de dienst Moerdijk-Willemsdorp. De Nederlandsche Stoomboot Maatschappij  (NSBM) opende in 1823 een passagiersdienst tussen Rotterdam en Antwerpen, kort daarna gevolgd door een dienst van Rotterdam op Nijmegen. Andere ondernemingen volgden, met wisselend succes. De stoomvaart had echter nog te kampen met kinderziektes, zowel op het gebied van de dienstverlening als op dat van de techniek. Het aantal schepen en lijnen bleef desondanks toenemen, totdat het netwerk grote delen van het land omvatte, met Amsterdam en Rotterdam als knooppunten.
Deze rederijen werden aanvankelijk meest opgericht door buitenstaanders, niet door beurtschippers. Het laten bouwen van stoomboten vergde risicovolle investeringen van een grootte die een individuele beurtschipper niet aankon. Daarnaast waren het voor die tijd grote ondernemingen, met soms wel honderden medewerkers, waar het gros van de Nederlandse bedrijven er niet meer dan 20 telde. Toch waren er ook beurtschippers die de overstap maakten naar de stoomvaart.
In 1851 telde Nederland 73 stoomboten, waarvan er 48 werden ingezet voor vervoer van passagiers en goederen, op 32 binnenlandse lijnen en vijf naar het buitenland. De schepen waren in dienst bij verscheidene rederijen, waarvan er maar een handvol meer dan twee schepen bezat. De NSBM was daarin een uitzondering en had 16 schepen in de vaart.

#### Reisduur
De reistijd van, bijvoorbeeld, Groningen naar Amsterdam werd door de komst van de stoomboot flink ingekort. Kort na 1800 nam dit zeker 27 uur in beslag, waarvan 18 uur met de "beurtman" over de Zuiderzee. De stoomboot deed daar eerst 8 uur over, in later jaren nog minder. Uiteraard waren andere ontwikkelingen ook van belang. Na het gereedkomen van de straatweg kon naar Harlingen of Lemmer de diligence genomen worden in plaats van trekschuit of beurtschip, hetgeen de reis opnieuw met een uur bekortte. In 1850 was met de reis, afhankelijk van de gekozen route, tussen de 14 en 16 uur gemoeid.

#### Overheidsbeleid
In 1818 werden in Nederland de gilden (die in de Franse Tijd waren opgeheven) bij wet afgeschaft, maar per Koninklijk Besluit werd het systeem van de beurtvaart beschermd, de trekschuit daarbij inbegrepen. In de tijd dat het liberalisme hoogtij vierde, kwam het stelsel echter onder druk te staan. De steden waren aanvankelijk niet bereid de positie van de beurtvaart zomaar op te geven en bij gelegenheid verzetten zij zich tegen de komst van stoomschepen. De centrale overheid handelde in deze kwestie eerst vooral voorzichtig, maar onttrok toch de stoomvaart in 1841 en 1846 aan ingrijpen door lokale besturen. De stoombootondernemingen konden mede daardoor floreren, vaak ten koste van de zeilende beurtschippers. Tussen 1859 en 1880 schaften verschillende lokale en regionale overheden de keuren en ordonnanties af.
In 1869 diende de liberale staatsman Cornelis Fock een wetsontwerp in bij de Tweede Kamer, dat beoogde een eind te maken aan het stelsel van vergunningen en verordeningen binnen het openbaar vervoer. De Kamer verwierp het voorstel. Een volgend wetsontwerp, dat slechts weinig herzien was, werd door het parlement niet eens in behandeling genomen.
Een flink herzien voorstel werd in 1877 aan de Kamer aangeboden. Inmiddels lag de stemming in het parlement beduidend anders en het voorstel ging de Kamerleden niet ver genoeg. De liberaal Tak van Poortvliet kon een voorstel indienen dat niet eens zoveel verschilde van het wetsontwerp van 1869 – en het werd aangenomen. Van de Wet Openbare Vervoermiddelen van 1880 luidt het eerste artikel:
"Tot het in werking brengen van een openbaar middel tot vervoer van personen of goederen wordt geene voorafgaande vergunning gevorderd."

#### Een tussentijds einde
Met het schrappen van de vergunningsverplichting kwam in Nederland in zekere zin een eind aan de beurtvaart. Op de navolgende vervoersvormen en -organisaties zijn de eerder genoemde kenmerken van de beurtvaart dan ook niet meer (geheel) van toepassing. Toch hebben diensten voor passagiers, vracht en vee volgens dienstregelingen langs vaste trajecten nog lang bestaan. Ook werd deze vorm van dienstverlening of openbaar vervoer nog geruime tijd 'beurtvaart' genoemd.

### België
In België geschiedde goederenvervoer in 1831 voor driekwart over de weg en de rest over water. Na de onafhankelijkheid werd door de jonge natie sterk ingezet op de ontwikkeling van spoorwegen. Waar de Nederlandse spoorwegen zich aanvankelijk richtten op passagiersvervoer, transporteerden Belgische treinen in die tijd ook veel goederen. Met de komst van de spoorwegen en de Nationale Maatschappij van Buurtspoorwegen verloor het wegvervoer snel marktaandeel. Dat van de binnenvaart (goederen) steeg tot aan 1850 naar 50% en daalde daarna tot zo'n 20% in 1911. In die context was de rol van de beurtvaart in België in de loop van de negentiende eeuw beperkt, maar ze kwam wel voor.
Een schrijver die in 1825 een overzicht gaf van onder meer de bedrijvigheid in het Waasland, meldde dat vanuit Temse dagelijks twee beurtschepen voeren op Antwerpen. Verder gingen er elke week twee naar Mechelen en eentje naar Lokeren.
Vanuit Brugge waren er in 1844 zes beurtvaartdiensten: wekelijks naar Antwerpen, Leuven, Gent en Veurne, en tweemaal per maand naar Brussel en Nieuwpoort/Ieper. Daarnaast waren er trekschuitdiensten – voor passagiers, maar ook voor goederen – naar Gent (nachtdienst), Nieuwpoort/Veurne en Sluis. De trekschuiten, die in de voorgaande eeuwen zeer succesvol waren geweest, zouden evenwel weldra moeten wijken voor de concurrentie van het spoor. In De Schelde van 10 september 1882 wordt gewag gemaakt van de openbare verkoop van een beurtschip van 51 ton dat een geregelde dienst had onderhouden van Temse op Brussel.

## Eind negentiende eeuw: de beurtvaartrederijen

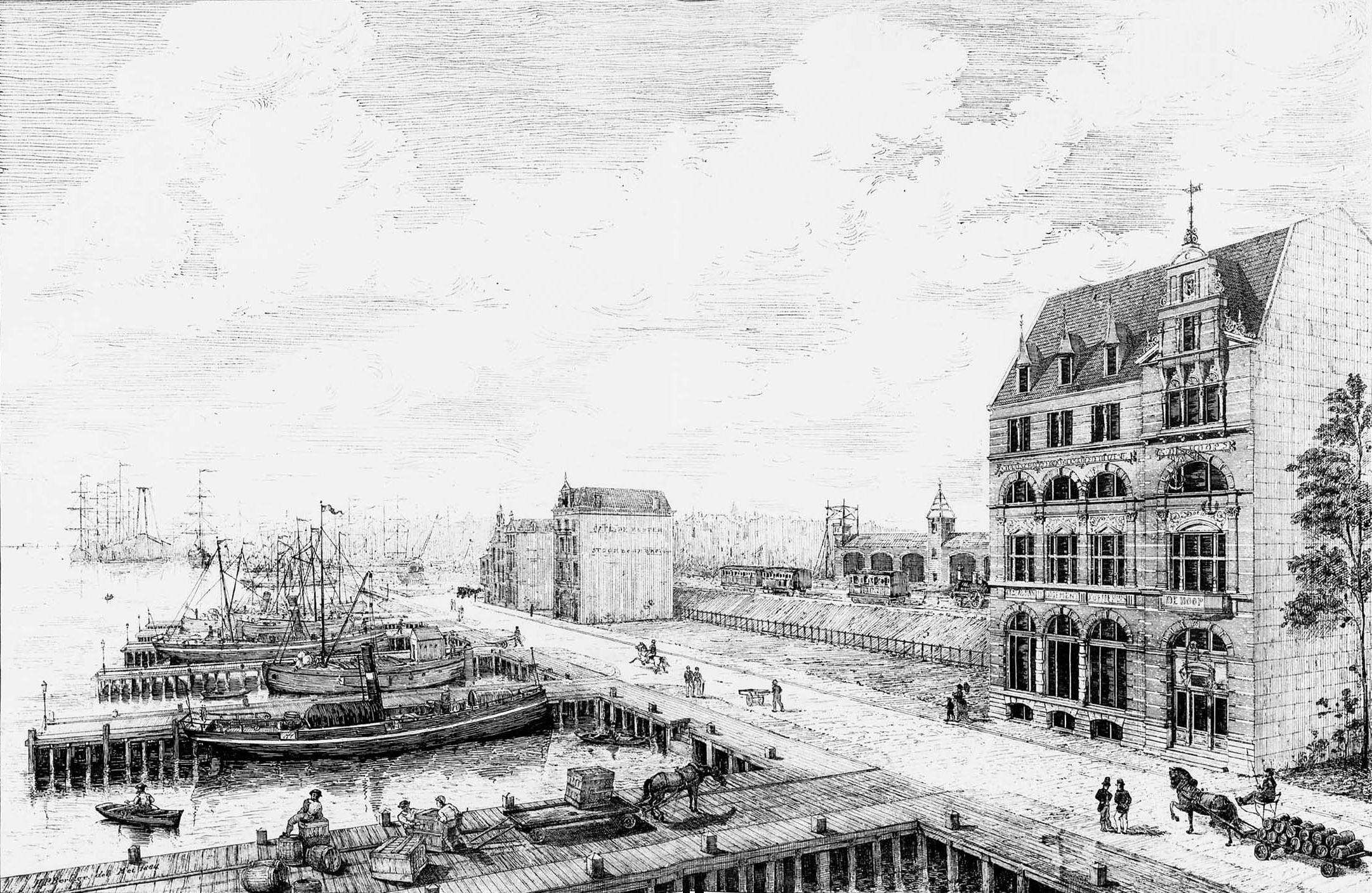
Steigers met beurtvaarders aan de net aangelegde De Ruijterkade, het nieuwe beurtvaartcentrum, in Amsterdam in 1884

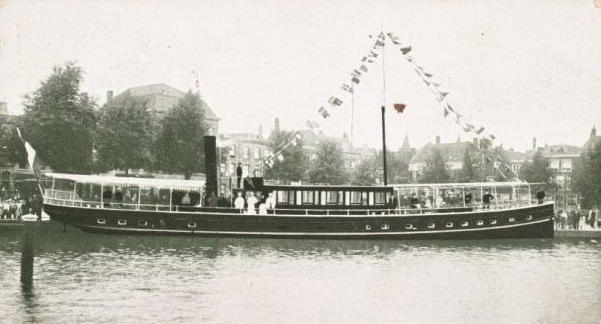
Gepavoiseerd schip van de Stoombootmaatschappij Carsjens voor de rondvaart over de plassen, afgemeerd te Leiden, 1905

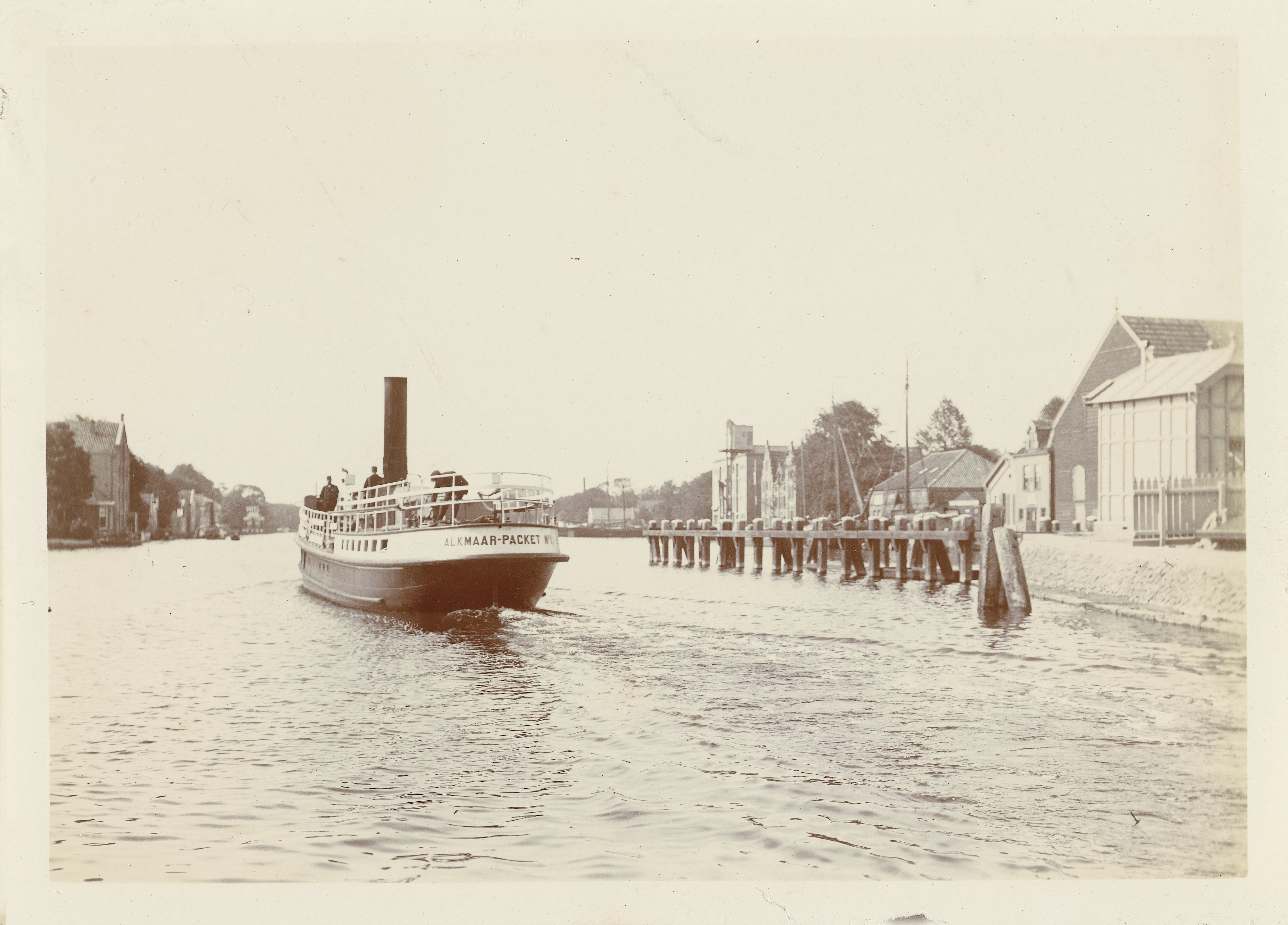
De Alkmaar Packet I in 1904

Na het loslaten van de regulering in Nederland groeide het aantal stoombootdiensten harder dan ooit en men bediende zich algemeen van de term 'beurtvaart'. Tegen het eind van de negentiende eeuw schoten beurtvaartrederijen als paddenstoelen uit de grond. Terwijl individuele beurtschippers zich steeds meer terugtrokken op het vervoeren van vracht en vee, brachten de rederijen lijnen in de vaart die zich voornamelijk, of uitsluitend, op passagiers richtten.

### Ondernemingen
Een en ander moet ook begrepen worden tegen de achtergrond van het zich ontwikkelende bedrijfsleven in die periode. Waar eerder hoofdzakelijk kleine(re) familiebedrijven hadden geopereerd, ontstonden nu ondernemingen waar de leiding werd losgekoppeld van het eigendom. Deze ondernemingen verbreedden hun horizon door niet alleen een product te leveren, maar bijvoorbeeld ook distributie en verkoop ter hand te nemen, onderzoek te laten verrichten en onderhoudsafdelingen op te zetten. De stoombootondernemingen waren in de eerste helft van de negentiende eeuw reeds groter dan het gemiddelde bedrijf. Met het in de vaart brengen van deze schepen waren dusdanige investeringen gemoeid, dat alternatieve vormen van financiering vereist waren, en daarmee andere eigendomsverhoudingen. Zo ontstonden grotere ondernemingen, die tegen het eind van die eeuw veelvuldig adverteerden, eigen scheepswerven oprichtten en continu werkten aan uitbreiding van lijnen en diensten. Er was allengs sprake van fusies, overnames en schaalvergroting.

### Invloed van de spoorwegen
De expansie van de beurtvaartrederijen liep parallel met het voltooien van het spoorwegnet in Nederland. Dat de beurtvaart toch zo kon floreren had drie hoofdredenen. Ten eerste was er sprake van bevolkingsgroei en een economische opleving in binnen- en buitenland, die de vraag naar vervoer snel deed stijgen. Het binnenlands goederenvervoer, bijvoorbeeld, vervijfvoudigde tussen 1880 en 1910. Het transport over de Rijn van en naar Duitsland nam in dezelfde periode toe met een factor 60. Ten tweede was het netwerk van vaarwegen in Nederland veel fijnmaziger dan dat van de spoorwegen, waardoor de stoomboten op veel meer plaatsen konden komen. Ten derde was vervoer over water tot ver in de twintigste eeuw altijd goedkoper dan vervoer over land.
Verder zorgde de trein ervoor dat steeds meer mensen gewoon waren langere afstanden te reizen. Ook raakte de Nederlander gewend aan dagtochtjes en ander toeristisch vervoer, waarin de stoomschepen al vanaf 1826 een rol speelden. Sommige spoorlijnen gaven aanleiding voor het instellen van verbindende bootdiensten, zoals de Veerdienst Enkhuizen - Stavoren, en lokale bootdiensten aansluitend op het spoor.

### Omvang van de sector
In 1872 waren er in Nederland 164 binnenlandse stoombootdiensten, hoofdzakelijk voor personenvervoer of voor gemengd transport. Deze diensten werden onderhouden door 110 ondernemers, hetgeen betekent dat de meesten slechts één schip bezaten. Op het overgrote deel van de lijnen werd tussen 1 keer per week en 1 keer per dag gevaren.
In 1890 was het aantal stoombootdiensten gegroeid tot 201. In 1910 werden 180 verbindingen onderhouden, maar met meer schepen dan in 1890, zodat toch nog sprake was van groei. Gaandeweg ontstonden steeds meer grotere rederijen en rond de eeuwwisseling was er sprake van een zekere concentratie.
Vanwege het belang dat in België aan spoorwegen werd gehecht, hebben daar slechts enkele vergelijkbare bedrijven bestaan. Eén daarvan is de Schelde & Rupel, die vanaf 1857 met de zogeheten "Wilfordboten" een dienst verzorgde tussen Temse en Antwerpen.

### Rendement van de sector
In het begin van het stoomvaarttijdperk maakten de ondernemingen maar weinig winst. Zo kwam de Nederlandsche Stoomboot Maatschappij kort na de oprichting in 1823 in de problemen en moest zij met overheidssteun gered worden. Na de introductie van verbeterde machines ging het rendement bij de NSBM omhoog. Van 1835 tot 1839 schommelde het dividend tussen de 6 en 8%. De daaropvolgende acht jaar werd geen dividend uitgekeerd. Met de Friesche Stoomboot-Reederij ging het beduidend beter; daar bedroeg het dividend van 1839 tot 1855 jaarlijks rond 5%.
Tussen 1875 en 1900 moet het rendement van de stoomvaartdiensten over het algemeen zeer goed zijn geweest. Een jaarlijks dividend van 8 tot 10% was bepaald niet ongewoon, met uitschieters tot ver daarboven. De Groninger Stoomboot Maatschappij zag het dividend tussen 1880 en 1900 schommelen tussen de 9 en 20%. De Nieuwe Dokkumer Stoomboot-Maatschappij mocht tussen 1883 en 1896 cijfers tussen de 5,5 en 30% noteren. Toch waren er ook die beduidend minder presteerden, verlies leden of zelfs failliet gingen.

### Affiches van de rederijen

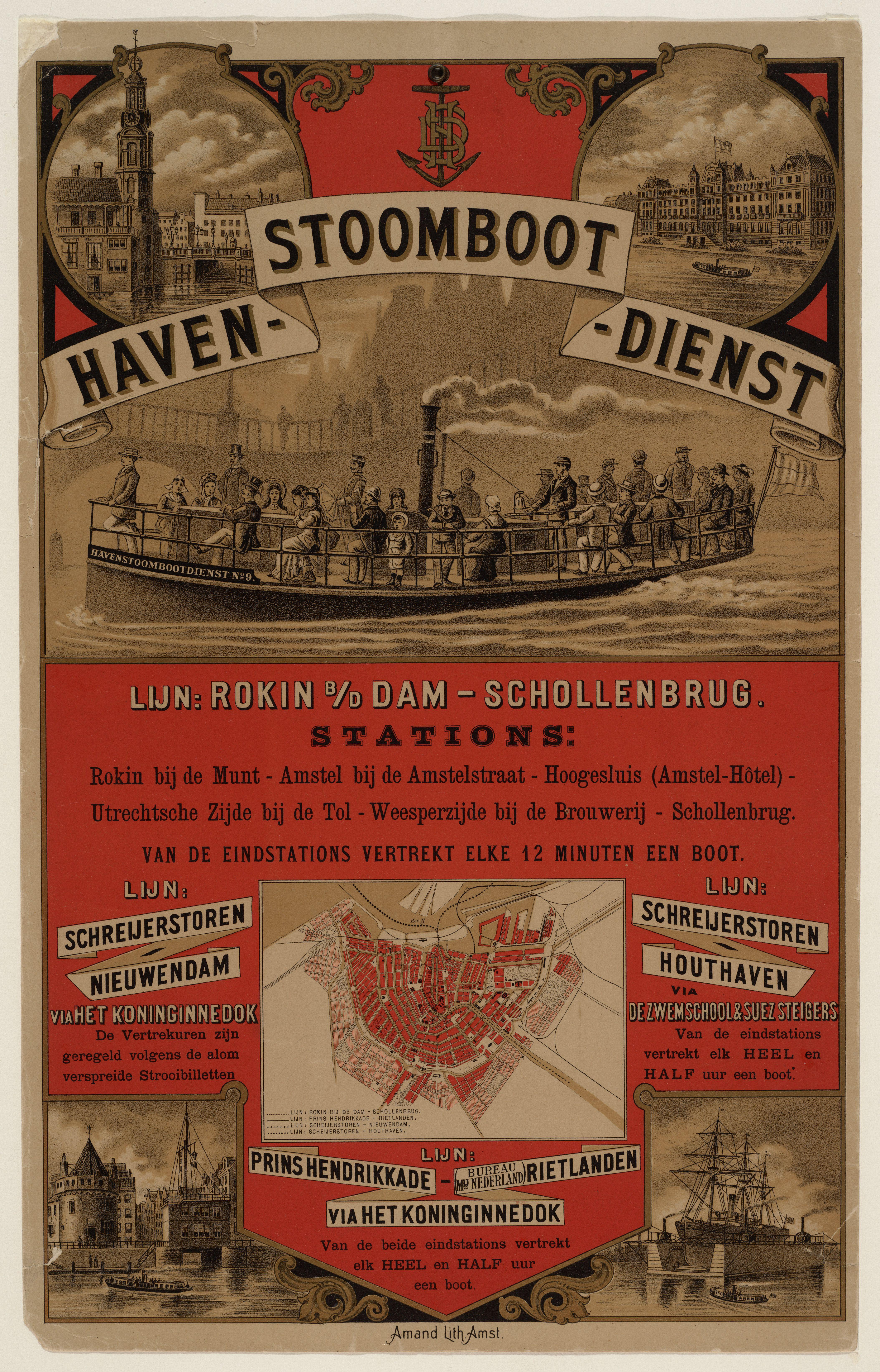
Haven-Stoomboot-dienst van Zur Mühlen & Co., circa 1890
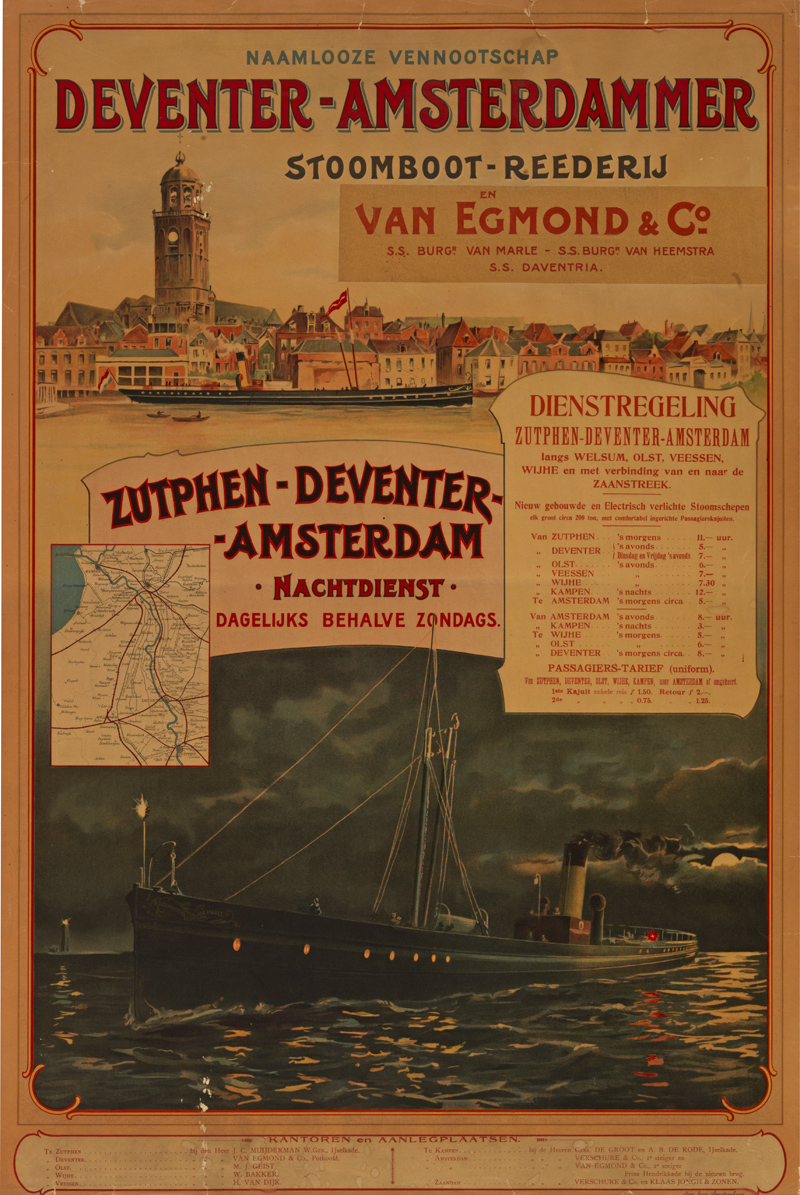
Deventer-Amsterdammer Stoomboot Reederij, 1900
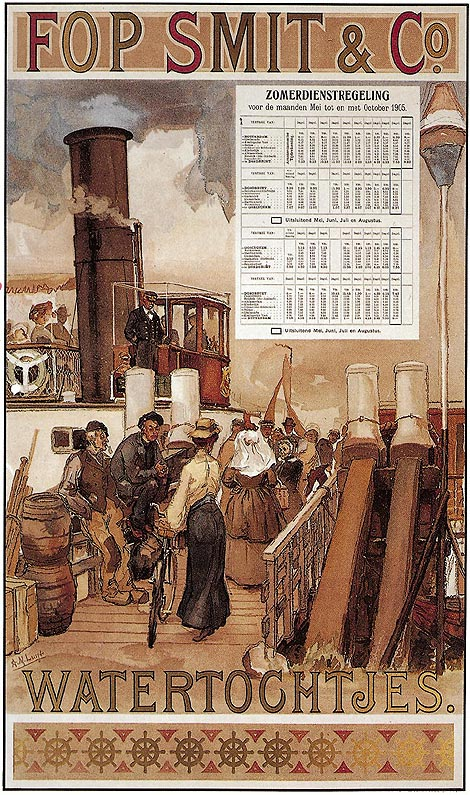
Rederij Fop Smit, 1905
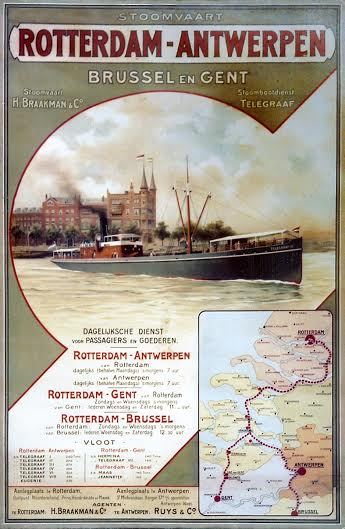
H. Braakman & Co., 1907
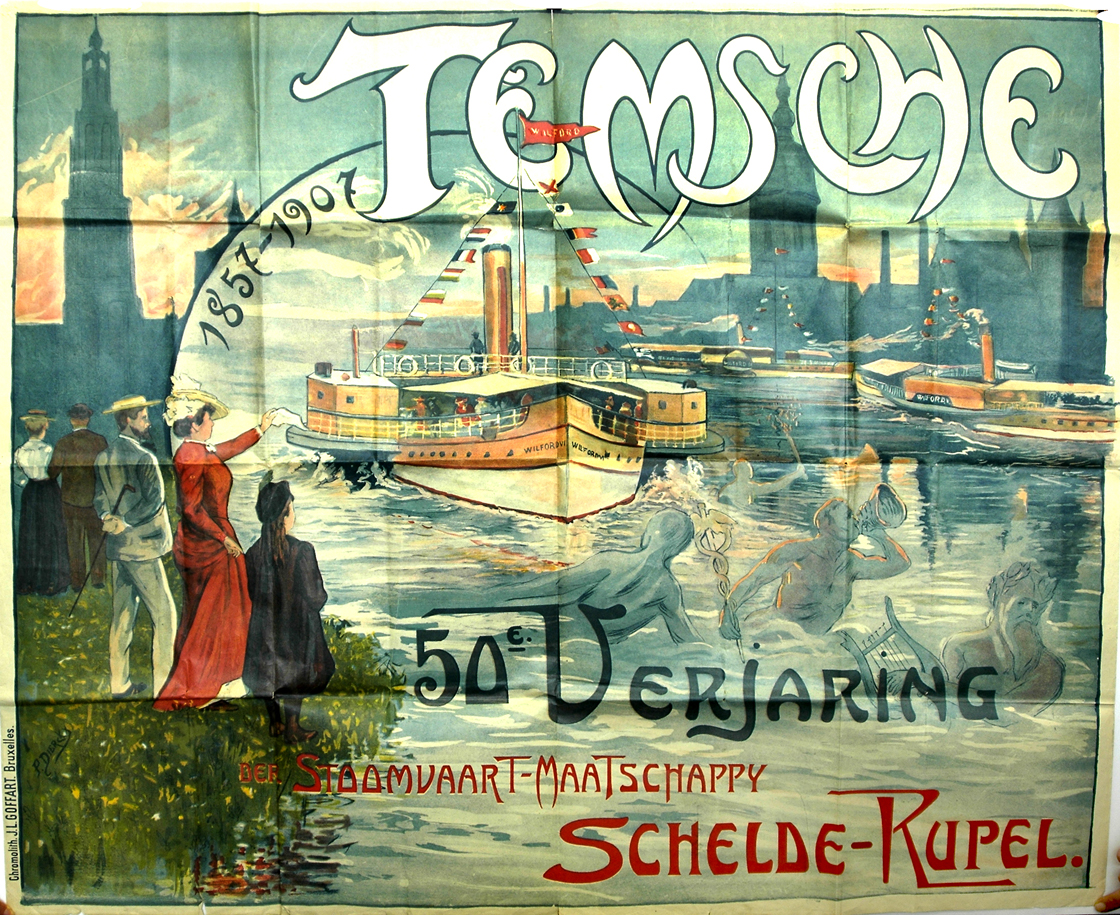
Schelde & Rupel, 1907
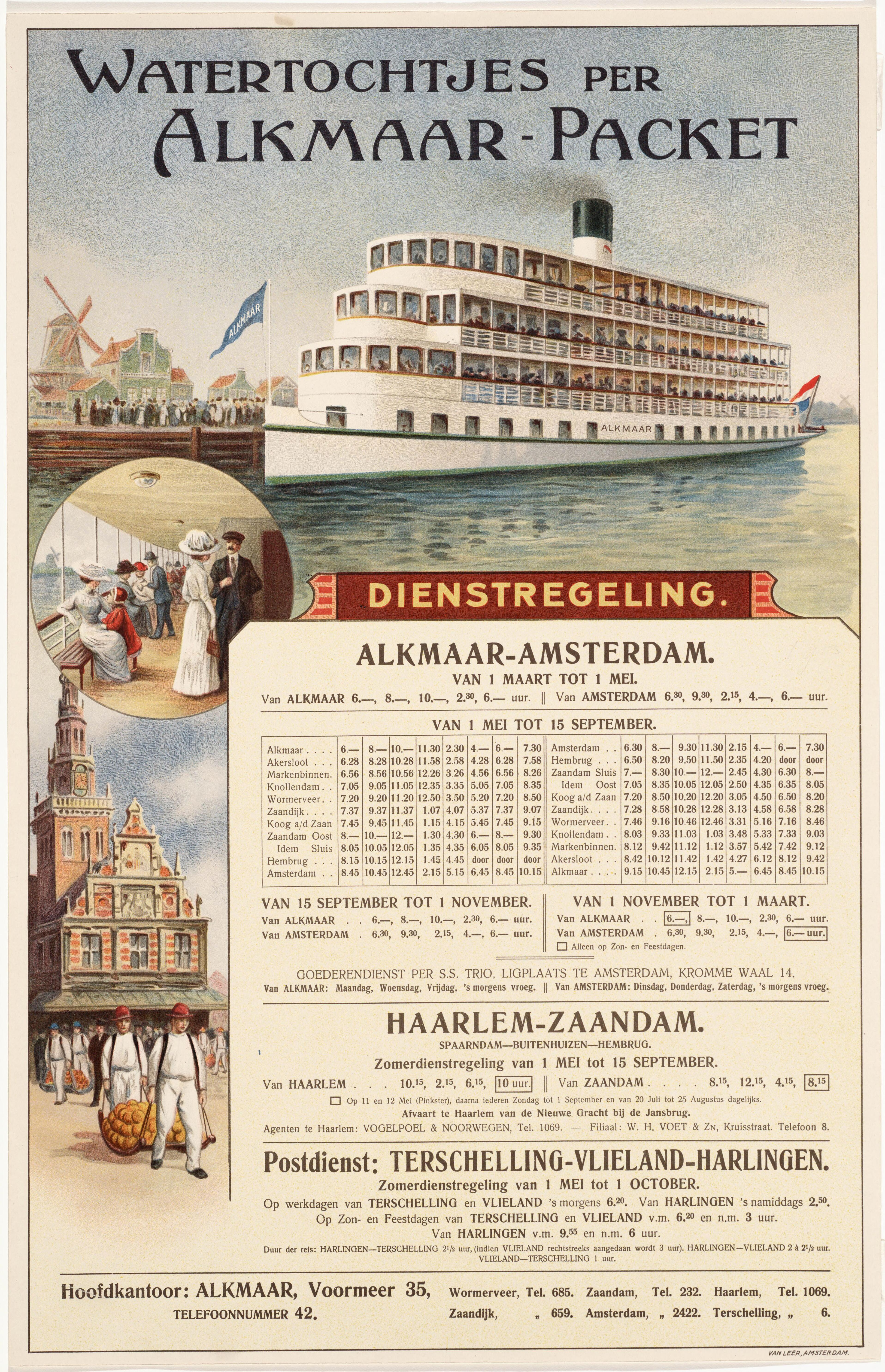
Alkmaar Packet, 1913
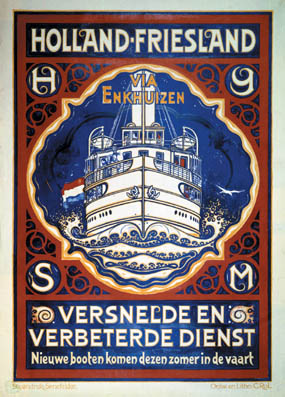
H.IJ.S.M.(Veerdienst Enkhuizen - Stavoren), 1916
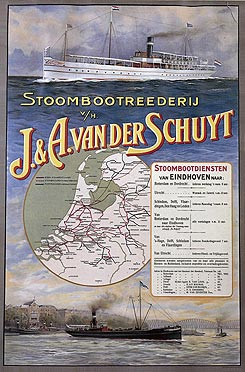
Reederij v/h J. & A. van der Schuyt, vóór 1923

## Overige beurtvaart

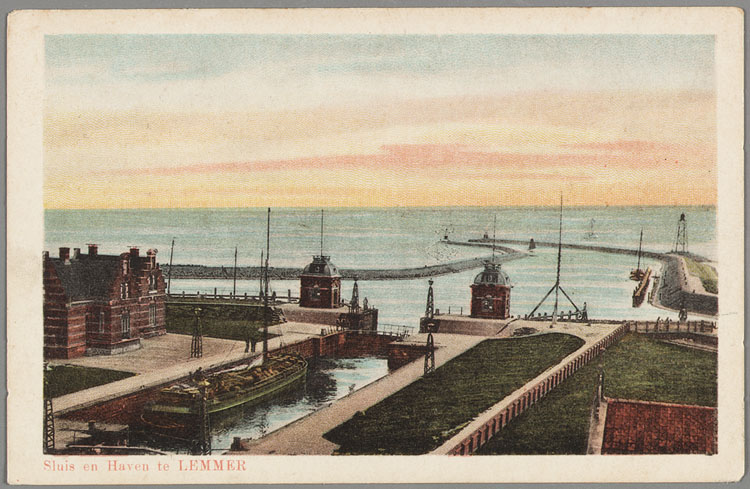
Beladen beurtschip in de sluis van Lemmer, circa 1910

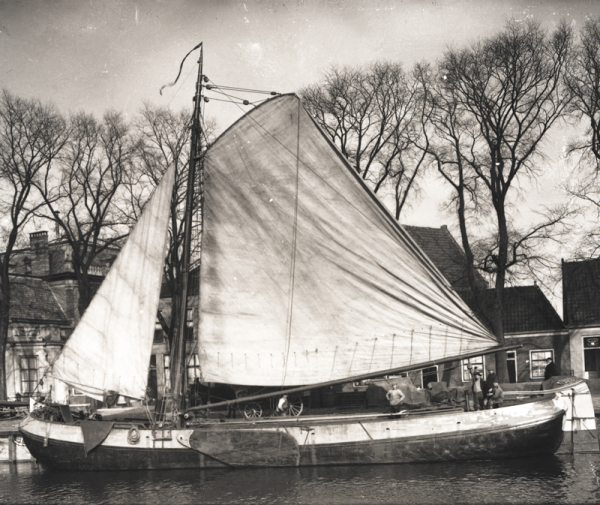
Beurtschip van De Bruin in Enkhuizen, begin twintigste eeuw

Ondanks de opkomst van de rederijen konden individuele, zeilende beurtschippers het nog lang volhouden. Op de grotere wateren kon een zeilschip redelijk tot goed uit de voeten, waardoor het snelheidsvoordeel van een stoomschip beperkt was. Op de kleinere, minder belangrijke verbindingen wisten de individuele schippers ook nog marktaandeel te behouden, al beperkten ze zich meestal tot het vervoer van vracht en vee.
Sepp schat het totaal aantal beurtschepen rond 1890 op circa 1000. Het ministerie van Landbouw, Nijverheid en Handel telde er in 1919 1804, een cijfer dat door Sepp als aan de lage kant wordt beschouwd. In 1934 werden in de beurtvaart 2388 schepen geteld door het CBS. De groei tussen 1890 en 1934 hield min of meer gelijke tred met de toename van de Nederlandse bevolking, zodat sprake zou kunnen zijn van een stabiel marktaandeel. Ook impliceren deze en bovenstaande cijfers dat de individuele beurtschippers zeker niet op grote schaal door de rederijen werden weggedrukt.
Er was geen duidelijke scheiding tussen beurtvaartrederijen en kleine schippers. Velen van de laatsten ging het voor de wind, zij het meestal in het goederenvervoer. Ze breidden hun diensten uit en werden meer en meer transportondernemer in de moderne zin van het woord. Met name voor de kleinere bedrijven lagen er kansen in de motorisering en later in vervoer met de vrachtauto.

### Motorisering
De vermelde vlootomvang in 1919 betrof lang niet alleen stoomschepen. In die periode werd er ook nog gezeild, of bij gelegenheid gejaagd. Tegelijk was de motorisering in de beurtvaart al goed voor zo'n 45% van de vaartuigen. De dieselmotor werd, als aandrijving voor schepen, in stappen volwassen tussen 1910 en 1930. Voor de kleinere, nog zeilende beurtschepen was het een uitkomst, omdat een motor in aanschaf veel goedkoper was dan een stoommachine. Naast de individuele schippers en kleine bedrijven, schakelden ook de beurtvaartrederijen in toenemende mate over op de dieselmotor. Met de 45%-motorisering van 1919 liep de beurtvaart ruim voor op de ontwikkelingen in de binnenvaart als geheel. Binnen de beurtvaart liepen de individuele schippers dat jaar voor op de rederijen.

## Eerste Wereldoorlog en crisis

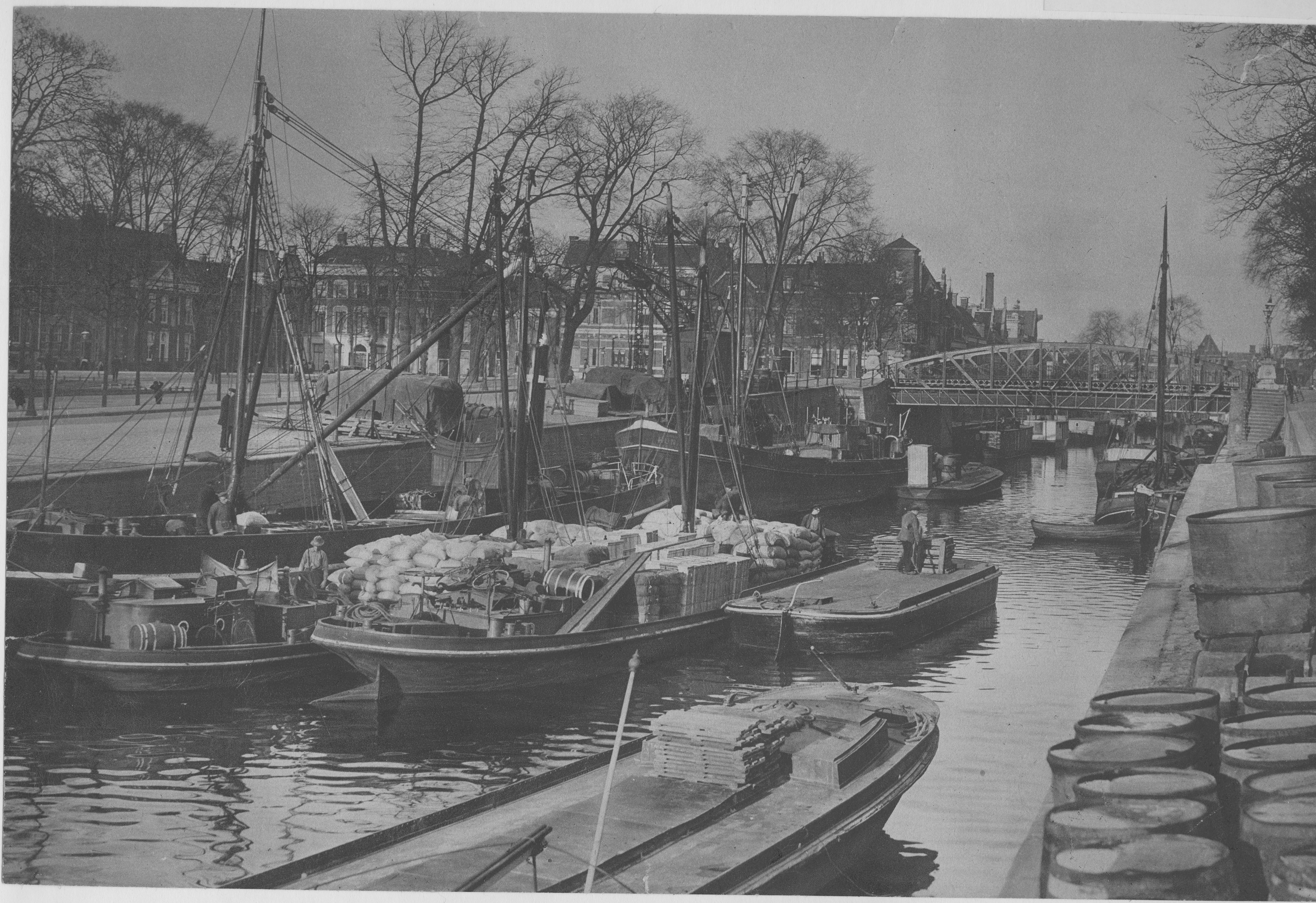
Groningen, Lopende Diep met Hunzeboten, circa 1925

De binnenvaart als geheel werd door de Eerste Wereldoorlog ernstig benadeeld. Het transport op de Rijn kwam vrijwel onmiddellijk na het uitbreken van de oorlog tot volledige stilstand. De daar actieve schippers weken uit naar het eveneens gekrompen terrein voor binnenlands vervoer, waar de werking van de markt ernstig verstoord raakte. Het was de roerige tijd waarin de schippersbeurs ontstond, waar de bescheiden vraag naar transport zo eerlijk mogelijk werd verdeeld over de aanbieders. De beurtvaart deelde minder in de malaise, vanwege haar belang als personenvervoerder en omdat ze deels van de bepalingen van de beurzen ontheven was. Toch had ook deze sector flink last van de oorlog, verergerd door het tekort aan steenkool vanaf 1917. Verder stegen de lonen sterk, vanwege een dramatische stijging in de kosten voor levensonderhoud, hetgeen een negatieve invloed had op de rentabiliteit van bedrijven.
Vanaf 1919 nam het vervoer opnieuw sterk toe en konden de beurtvaarders en beurtvaartrederijen bijna allemaal weer groeien. Begin jaren twintig was er sprake van een recessie, maar daarna zette de groei zich weer door. De sector voelde in toenemende mate de concurrentie door de spoorwegen, die zich inmiddels meer op het goederenvervoer richtten dan voorheen. In 1922 stelde de staat zich garant voor de verliezen van de spoorwegen, hetgeen de schippers beschouwden als oneerlijke concurrentie.

### Vrachtwagen en bus
Het waren echter de vrachtwagen en de bus die serieuze bedreigingen voor de beurtvaart gingen vormen. Met het in bedrijf nemen en houden van een vrachtwagen of bus was aanzienlijk minder geld gemoeid dan met een stoom- of motorschip het geval was. Daarnaast werd het wegennet in de loop van de eerste helft van de twintigste eeuw veel fijnmaziger dan het stelsel van vaarwegen. Indien voor het transport van goederen gekozen werd voor trein of boot, dan was vanaf station respectievelijk aanlegsteiger nog aansluitend vervoer nodig. De vrachtwagen had dit nadeel niet. Ook de bus kon dichter bij de reizigers komen, onder andere door op meer plaatsen te stoppen. De grote doorbraak van de bus kwam in 1923, die van de vrachtwagen een paar jaar later.
Tijdens de Grote Depressie van de jaren dertig werd het concurrentievoordeel van de vrachtwagen pijnlijk duidelijk. Voorafgaand aan het instellen van de evenredige vrachtverdeling voor de binnenvaart in 1934 stelde de overheid vast dat de levensvatbaarheid van bedrijven in de sector aanzienlijk was verslechterd. De beurtvaart en de beurtvaartrederijen waren van deze regeling uitgesloten, maar vanaf 1934 was ook hier sprake van een sterke teruggang, in het aantal lijnen en diensten.
Tegelijk begonnen de meeste beurtvaartrederijen zelf met vrachtwagendiensten, eerst aansluitend op de bootdiensten en later ook parallel ermee. Alleen op de grotere wateren waren de beurtschepen nog heer en meester. Echt winstgevend waren deze tijd maar weinig beurtvaartrederijen. De grootste onderneming, Van der Schuyt, betaalde in 1937 en 1938 een bescheiden dividend van 2% uit, overigens verdiend met andere activiteiten dan de beurtvaart. Een enkele beurtvaartonderneming begon ook met bussen te rijden, zoals de Reederij op de Lek, die zich later tot prominent busbedrijf zou ontwikkelen. Daarnaast ging een deel van de betrokken bedrijven zich steeds meer richten op toeristisch vervoer. Een voorbeeld daarvan is Fop Smit & Co, die op dat terrein al vanaf 1887 pionierswerk verrichtte. De "Watertochtjes" van dat bedrijf waren een begrip in West-Nederland.

### De grote ondernemingen
De grootste beurtvaartrederijen in aflopende volgorde (cijfers: tweede helft jaren dertig):
| Rederij                                       | Opgericht | Aantal schepen | Actief in                                |
| --------------------------------------------- | --------- | -------------- | ---------------------------------------- |
| J. & A. van der Schuyt                        | 1845      | 73             | Heel Nederland                           |
| Verschure & Co.                               | 1887      | Onbekend       | Holland en rond Zuiderzee                |
| Gebrs. Van den Boom                           | 1857      | 36             | Nederland, Duitsland, Vlaanderen         |
| Reederij Stanfries                            | 1860      | 33             | Friesland, Holland                       |
| Groninger-Rotterdammer Stoomboot Maatschappij | 1870      | 27             | Groningen, Friesland, Holland            |
| Groninger & Lemmer Stoomboot Maatschappij     | 1873      | 27             | Groningen, Friesland, Holland, Zuiderzee |
| Reederij J.H. van Swieten                     | 1855      | 22             | Groningen, Holland, Vlaanderen           |
| Alkmaar Packet                                | 1864      | circa 20       | Holland, Zuiderzee, Waddenzee            |
| H. Braakman & Co                              | 1847      | 20             | Zuidwest-Nederland, Vlaanderen           |

Hierbij moet aangetekend worden dat de rederijen die actief waren in het internationale vervoer, bijvoorbeeld over de Rijn, overwegend (veel) groter waren. De Nederlandsche Transport Maatschappij (NTM) telde 267 vaartuigen, Vulcaan's Rijnreederij beschikte over 78 schepen.

## Tweede Wereldoorlog en afloop
De sector werd gedurende de Tweede Wereldoorlog hard getroffen. Schepen en vrachtwagens werden gevorderd, beschadigd of gingen bij gevechtshandelingen verloren. Van bedrijven als Van der Schuyt en Saint-Martin (Stanfries) werden de hoofdkantoren en enkele schepen verwoest bij het bombardement op Rotterdam. De vervoersvraag nam in de eerste jaren van de bezetting nog toe, maar dat sloeg vervolgens om in een snelle daling. In de loop van 1944 kwam het binnenlands vervoer per schip goeddeels stil te liggen. Uitzondering daarop vormde de evacuatie van stedelingen uit het westen naar het noorden en oosten van Nederland en de voedseltransporten de andere kant op. De Lemmerboot over het IJsselmeer was daarom een van de weinige verbindingen die begin 1945 nog in de vaart was.

### Wederopbouw
Na de bevrijding moesten de beurtvaartrederijen vaak in het buitenland op zoek naar hun schepen die, als ze al teruggevonden werden, in slechte staat bleken te verkeren. Met het weinige materieel dat hen ter beschikking stond, moest de wederopbouw ter hand genomen worden. Voor een aantal rederijen bleek een doorstart niet mogelijk of niet lonend. Andere bedrijven zochten samenwerking of fusies met concurrenten, zoals blijkt uit de oprichting van de Groninger Beurtvaart N.V. en S.B.S..
Toch waren er voor de sector ook kansen, daar de Nederlandse industriële productie al snel weer op het peil van voor de oorlog was en er een tekort aan vervoermiddelen bestond. Ook was er een toegenomen vraag naar internationaal (weg)transport en bedrijven die daarop inspeelden, zoals H. Braakman & Co en S.B.S., konden een relatief snel herstel noteren. Op de Nederlandse wegen reden meer en meer vrachtwagens met namen als "Groninger Beurtvaart" en "Reederij van Swieten", bedrijven die halverwege de jaren zestig geen boot meer lieten varen.
Inspanningen ten behoeve van het herstel en vaak moderniseren (motoriseren) van de vloot wierpen slechts tijdelijk vruchten af. Regelmatige diensten voor gemengd vervoer per binnenschip hadden hun tijd gehad, in concurrentie met vrachtwagen, trein en bus. Een enkele onderneming zocht haar heil in toeristisch vervoer, zoals Reederij Koppe die in 1960 boottochtjes organiseerde van Amsterdam naar Marken. De Reederij op de Lek was al sinds begin jaren 1920 actief in het streekvervoer over de weg en breidde dat vervolgens sterk uit. Na het staken van de bootdiensten in 1948 kon die rederij uitgroeien tot een prominente busmaatschappij, die in 1972 door de NS werd overgenomen.

### Transportondernemingen
De kleinere rederijen en individuele beurtschippers deelden in de beperkingen en de uitdagingen van de wederopbouw. In het algemeen maakten zij sneller de omschakeling naar wegtransport dan de rederijen of hadden dat reeds gedaan. Het werden transportondernemingen in de moderne zin van het woord, en van gecombineerd vervoer van passagiers, vracht en vee was geen sprake meer. Wel verzorgden ze over de weg nog enkele decennia geregelde 'beurtdiensten', meest op dagelijkse of wekelijkse basis.

### Eind van de beurtvaart
De Nieuwe Leidsche Courant meldde in 1953 dat er nog ongeveer 1000 schepen in de vaart waren bij 450 beurtvaartondernemingen. De journalist voorspelde in hetzelfde artikel dat de beurtvaart nooit zou verdwijnen. Toch werd hetzelfde decennium al de een na de andere lijn uit de vaart genomen. In Friesland liep het aantal beurtvaartdiensten tussen 1950 en 1957 terug van 89 naar 43. In 1964 was er nog maar sprake van een tiental, deels naar de Waddeneilanden, waar bus en vrachtwagen niet konden komen. In Drenthe waren dat jaar alle beurtvaartdiensten per schip reeds gestaakt. In 1970 was dat, met een enkele uitzondering, in heel Nederland het geval.

### Eenentwintigste eeuw

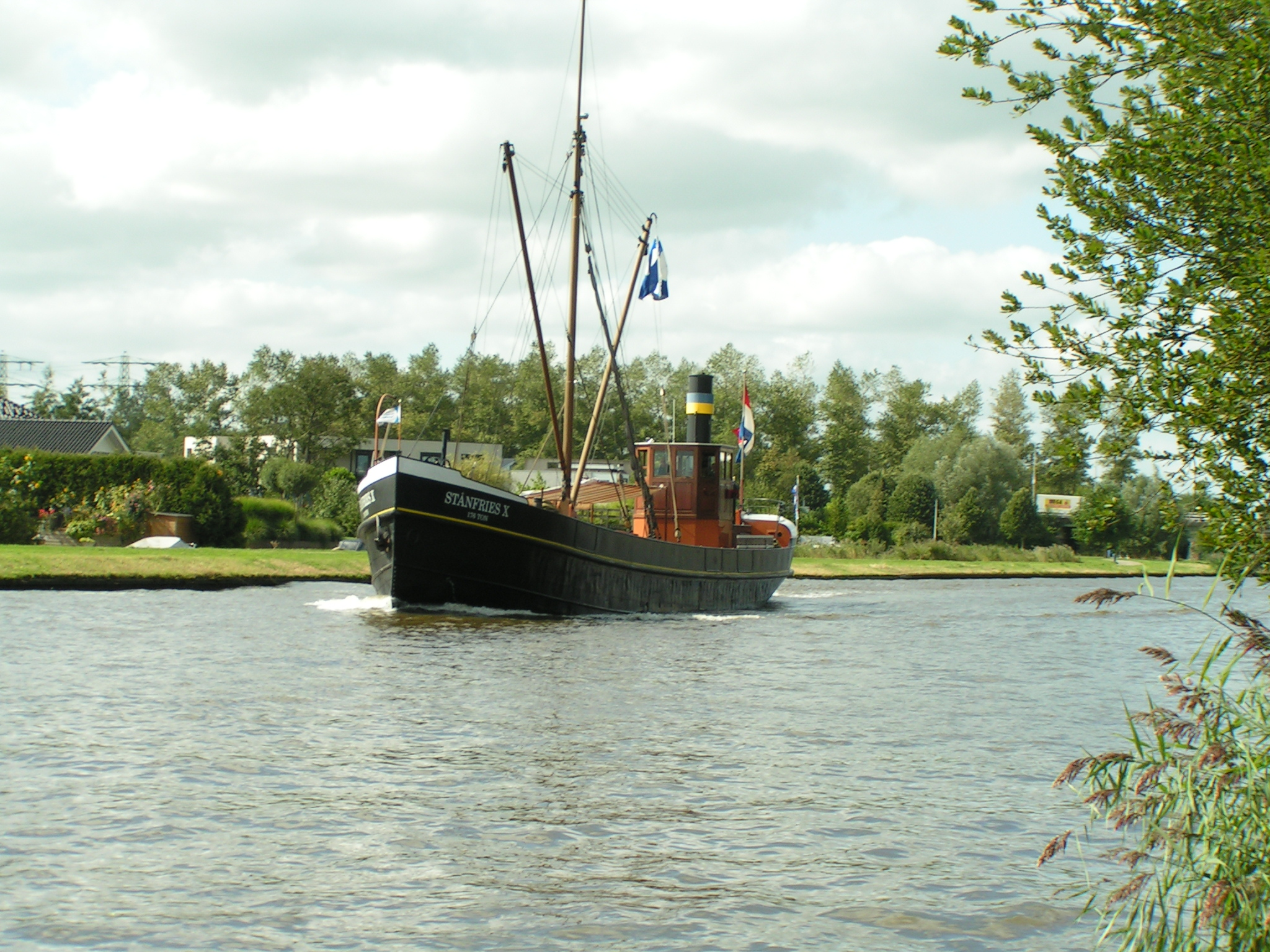
De Stânfries X, een beurtschip uit 1909

Er zijn nog steeds enkele beurtschepen in de vaart in Nederland, hoewel deze geen geregelde dienst meer onderhouden. Ze worden gebruikt voor recreatie, als museumschip en/of voor demonstraties van het laden en lossen. Eén heet Jansje en is een van de oudste, nog geheel originele beurtschepen. Het heeft de status van varend monument en heeft sinds al die jaren Maassluis als thuishaven. Een ander is de Stânfries X, die de museumhaven van Leeuwarden als thuishaven heeft.
Het Fries Scheepvaart Museum heeft een aan de beurtvaart gewijde afdeling met onder meer scheepsmodellen en schilderijen, waaronder dat met de "Lemster beurtman" bovenaan dit artikel.

## Trivia
- Een vrachtbrief heet nog steeds officieel een beurtvaartadres.